# Eilífstindur
Eilífstindur är en bergstopp i republiken Island. Den ligger i regionen Västfjordarna, 260 km norr om huvudstaden Reykjavík. Toppen på Eilífstindur är 339 meter över havet.
Trakten runt Eilífstindur är nära nog obefolkad, med mindre än två invånare per kvadratkilometer. Det finns inga samhällen i närheten. Trakten runt Eilífstindur består i huvudsak av gräsmarker.